# Чемпіонат Європи з футболу 2012 (склади команд)/Греція

## Складзбірної Греціїначемпіонаті Європи 2012
Склад Збірної Греції з футболу, заявлений на Чемпіонат Європи з футболу 2012.
Кількість матчів і голів за збірну для гравців наведено станом на 31 травня 2012 року.
| №               | Гравець                    | Клуб (у 2012)  | Дата народження   | Вік      | Ігор     | Голів    |          |
| Воротарі        | Воротарі                   | Воротарі       | Воротарі          | Воротарі | Воротарі | Воротарі | Воротарі |
| --------------- | -------------------------- | -------------- | ----------------- | -------- | -------- | -------- | -------- |
| 1               | Константінос Халкіас       | ПАОК           | 30 травня 1974    | 50       | 30       | 0        |          |
| 12              | Александрос Тзорвас        | «Палермо»      | 12 серпня 1982    | 42       | 16       | 0        |          |
| 13              | Міхаліс Сіфакіс            | Аріс, Салоніки | 9 вересня 1984    | 40       | 12       | 0        |          |
| Захисники       |                            |                |                   |          |          |          |          |
| 2               | Янніс Маніатіс             | «Олімпіакос»   | 12 жовтня 1986    | 38       | 9        | 0        |          |
| 3               | Йоргос Тзавелас            | Монако         | 26 листопада 1987 | 37       | 6        | 0        |          |
| 4               | Стеліос Малезас            | ПАОК           | 11 березня 1985   | 40       | 2        | 0        |          |
| 5               | Кіріакос Пападопулос       | Шальке 04      | 23 лютого 1992    | 33       | 8        | 3        |          |
| 8               | Авраам Пападопулос         | «Олімпіакос»   | 3 грудня 1984     | 40       | 33       | 0        |          |
| 15              | Васіліс Торосідіс          | «Олімпіакос»   | 10 червня 1985    | 39       | 44       | 6        |          |
| 19              | Сократіс Папастатопулос    | «Вердер»       | 9 червня 1988     | 36       | 28       | 0        |          |
| 20              | Хосе Холебас               | «Олімпіакос»   | 27 червня 1984    | 40       | 4        | 0        |          |
| Півзахисники    |                            |                |                   |          |          |          |          |
| 6               | Грігоріс Макос             | АЕК            | 18 січня 1987     | 38       | 11       | 0        |          |
| 10              | Йоргос Карагуніс (капітан) | «Панатінаїкос» | 6 березня 1977    | 48       | 114      | 8        |          |
| 16              | Йоргос Фотакіс             | ПАОК           | 29 жовтня 1981    | 43       | 10       | 2        |          |
| 18              | Сотіріс Нініс              | «Панатінаїкос» | 3 квітня 1990     | 34       | 19       | 2        |          |
| 21              | Костас Кацураніс           | «Панатінаїкос» | 21 червня 1979    | 45       | 91       | 9        |          |
| 22              | Костас Фортуніс            | Кайзерслаутерн | 16 жовтня 1992    | 32       | 3        | 0        |          |
| 23              | Янніс Фетфадзидіс          | «Панетолікос»  | 21 грудня 1990    | 34       | 13       | 3        |          |
| Нападники       |                            |                |                   |          |          |          |          |
| 7               | Йоргос Самарас             | «Селтік»       | 21 лютого 1985    | 40       | 54       | 7        |          |
| 9               | Нікос Ліберопулос          | АЕК            | 4 серпня 1975     | 49       | 74       | 13       |          |
| 11              | Константінос Мітроглу      | «Атромітос»    | 12 березня 1988   | 37       | 13       | 0        |          |
| 14              | Дімітріс Салпінгідіс       | ПАОК           | 18 серпня 1981    | 43       | 56       | 7        |          |
| 17              | Теофаніс Гекас             | «Самсунспор»   | 23 травня 1980    | 44       | 58       | 21       |          |
| Головний тренер |                            |                |                   |          |          |          |          |
| Португалія      | Фернанду Сантуш            |                | 10 жовтня 1954    | 70       |          |          |          |
|                 |                            |                |                   |          |          |          |          |